# 游政豪
游政豪（英文名：Roger Yo，1982年11月19日－） 台灣音樂人，古典音樂出身，接觸流行音樂後開啟了創作之路。音樂生涯曾任職於數間國際及本土唱片與版權公司。擅長多元曲風創作、編曲及製作，作品橫跨流行音樂、電影電視配樂、廣告電玩及劇場音樂。

## 早年生活
學生時代為音樂班，以古典音樂為重，彈奏樂器為鋼琴及小提琴。喜好爵士音樂、電影配樂等，欣賞的配樂大師包括久石讓、坂本龍一、Hans Zimmer、 Danny Elfman、 James Horner、 Ennio Morricone等。

## 音樂職業生涯

### 事業前期
由於學生時代讀音樂班時接受了相當多的音樂聽寫與絕對音感訓練，在初入行時對於流行音樂現場演出的簡譜與移調較不習慣，自創各種記譜與練習的方式，也學習數位音樂MIDI的製作方式。每次製作DEMO時，錄完一次總是又覺得可以再更好，常會一直不斷地重錄。
游政豪以製作助理的身份進入華語流行音樂產業，曾於華研國際音樂、愛貝克思、華納國際音樂等多家公司擔任A&R、版權等職務。當時他一邊忙製作案一邊大量創作，也漸漸將自己的錄音與製作硬體裝備升級、備齊。他也很積極地尋求自己作品的回饋，再加以修正，以混音、挑音色等各個面向來提升DEMO的完整度。游政豪第一首發表的創作為A-Lin的《一不愛二不休》。

### 歌曲創作與製作
游政豪的代表作為 A-Lin的《給我一個理由忘記》，收錄在《寂寞不痛》專輯。他曾為多位歌手作曲、編曲、製作唱片，擔任演唱會音樂總監，合作過的歌手包括A-Lin、張韶涵、楊丞琳、徐若瑄、黃品源、蕭煌奇、李佳薇、黃小琥、丁噹、藍又時、張芸京、楊培安、郭采潔、S.H.E、林依晨等。
2015年，游政豪在湖南衛視節目《我是歌手》中為A-Lin編曲，以及為《小時代》音樂劇製作歌曲與編曲。
2017年，游政豪創立游手好弦娛樂股份有限公司，除原先音樂創作人的身分之外，更致力於唱片製作及藝人經紀等業務。

## 製作思維
身為製作人，游政豪認為每張專輯都有自己的行銷策略，從主題概念出發，必須挑選出最適合的作品去跟市場溝通。每一次創作的過程，都是一段探索內心的旅程，需要回溯大量的個人記憶，不是刻意製造情緒，而是面對自己、投入歌曲，就能自然呈現出情感。
隨著音樂產業環境的波動，游政豪密切觀察每一項變化。他認為現在歌手很多、音樂作品多元，雖然進入音樂圈的門檻降低，但想要脫穎而出的機會也變得更困難。原因除了音樂圈內本身的競爭外，音樂產業與其他提供娛樂的產業之間也在彼此競爭，如網路電視、Podcast、手遊和線上遊戲等，都是內容隨選。音樂創作者必須思考要如何凸顯音樂的價值，讓聽眾願意選擇聆聽音樂。他認為在這樣的時期，觀眾想聽到的是更赤裸與真切的音樂內容，因此創作者更應該以誠實的心態去面對自己的創作，找到特色引發感動。

## 個人生活
2020年2月與新加坡女歌手潘嘉麗登記結婚，於年底宴客。兩人相識多年，因MÜST音樂創作營進而了解對方開始交往。2023年11月19日，長子誕生。

## 作曲作品
| 年分 | 歌曲名稱                                      | 作詞                                       | 主唱        | 備註                                                    |
| ---- | --------------------------------------------- | ------------------------------------------ | ----------- | ------------------------------------------------------- |
| 2009 | 一不愛二不休、（與林弈辰作曲）                | 武雄                                       | 黃麗玲      | 收錄於《以前 以後》專輯                                 |
| 2010 | 謝謝你、（與林弈辰作曲）                      | 林弈辰                                     | 林依晨      | 收錄於《美好的旅行》專輯                                |
| 2010 | 給我一個理由忘記                              | 鄔裕康                                     | 黃麗玲      | 收錄於《寂寞不痛》專輯                                  |
| 2011 | 無路可退                                      | 廖瑩如                                     | 黃麗玲      | 收錄於《我們會更好的》專輯                              |
| 2012 | 不留紀念                                      | 游政豪、Jerry Feng、Choco                  | 周覓        | 電視劇《華麗的挑戰》插曲                                |
| 2012 | 未來                                          | 游政豪、Jerry Feng                         | 米非        | 電視劇《華麗的挑戰》插曲                                |
| 2012 | 愛你沒有太多理由                              | Michie、劉源、游政豪、張簡君偉、Jerry Feng | 貝貝 林采欣 | 電視劇《華麗的挑戰》插曲                                |
| 2012 | 奇異果                                        | 陳宏宇、陳沒                               | 丁噹        | 收錄於《好難得》專輯，新傳媒8頻道電視劇《微笑正義》插曲 |
| 2012 | 溫柔累了                                      | 姚若龍                                     | 黃麗玲      | 收錄於《幸福了 然後呢》專輯                             |
| 2012 | SpeXial Gou Gou                               | Jerry Feng、Ajita Chen                     | SpeXial     | 電視劇《終極一班2》插曲                                 |
| 2013 | 搶手貨                                        | 劉源、長友美知惠                           | 張艾亞      | 張艾亞寫真書+EP                                         |
| 2014 | 難得孤寂                                      | 林夕                                       | 黃麗玲      | 收錄於《罪惡感》專輯                                    |
| 2014 | 愛沒有錯                                      | 娜偲瓴                                     | 張韶涵      | 收錄於《張韶涵》專輯                                    |
| 2014 | 喜劇收場 （與丁子恆作曲）                     | 葛大為、游政豪作詞                         | 楊丞琳      | 收錄於《雙丞戲》專輯                                    |
| 2014 | 一次就夠                                      | 藍小邪                                     | 李千那      | 收錄於《愛到站了》專輯                                  |
| 2015 | 同樣在唱著一首歌                              | 黃彥銘、游政豪                             | 思衛 Sway   | LINE TV 網路劇《同樂會》片尾曲                          |
| 2015 | 兩個人的劇本                                  | 黃彥銘、游政豪                             | 思衛 Sway   | LINE TV 網路劇《同樂會》插曲                            |
| 2016 | 神曲                                          | 周耀輝                                     | 丁噹        | 收錄於《當我的好朋友》專輯                              |
| 2016 | 反拍女孩 （與思衛 Sway作曲）                  | 黃彥銘                                     | 思衛 Sway   | 收錄於個人首張專輯《不療癒系》                          |
| 2019 | 過期了                                        | 少女                                       | 李佳歡      | 收錄於《開放世界》專輯                                  |
| 2019 | 開放世界                                      | 嚴云農                                     | 李佳歡      | 收錄於《開放世界》專輯                                  |
| 2019 | 口語化 （與李佳薇、李佳歡作曲）               | 小寒                                       | 李佳歡      | 收錄於《開放世界》專輯                                  |
| 2019 | 赴約 （與吳汶芳作曲）                         | 潘嘉麗                                     | 李佳歡      | 收錄於《開放世界》專輯                                  |
| 2019 | 多想為你唱歌                                  | 李洹宇                                     | 李佳歡      | 收錄於《開放世界》專輯                                  |
| 2019 | 想吃什麼就吃                                  | 李佳歡、李洹宇、游政豪                     | 李佳歡      | 收錄於《開放世界》專輯                                  |
| 2019 | 記憶的味道                                    | 少女                                       | 李佳歡      | 收錄於《開放世界》專輯                                  |
| 2020 | Galaxy （與關東煮 Guan作曲）                  | 關東煮 Guan                                | 關東煮 Guan | 個人單曲                                                |
| 2020 | 迷人的危險 （與張簡君偉作曲）                 | 姚若龍                                     | 蔡黃汝      | 個人單曲                                                |
| 2021 | 確可 CHECK （與Jarvis、Jill Vidal、珊蒂作曲） | 崔惟楷、游政豪、Jarvis、Jill Vidal、珊蒂   | 林采欣      | 個人單曲                                                |
| 2022 | 縱火者 （與佳旺、T-Ma作曲）                   | 徐春雨                                     | 李佳薇      | 收錄於《痛快》專輯                                      |
| 2024 | 沒能夠愛 （與柏霖PoLin作曲）                  | 柏霖PoLin                                  | 柏霖PoLin   | 收錄於《允許萬物破碎》專輯                              |

## 編曲作品
| 年分 | 歌曲名稱                             | 作詞                                       | 作曲                                             | 主唱        | 備註                            |
| ---- | ------------------------------------ | ------------------------------------------ | ------------------------------------------------ | ----------- | ------------------------------- |
| 2012 | 不留紀念                             | 游政豪、Jerry Feng、Choco                  | 游政豪                                           | 周覓        | 電視劇《華麗的挑戰》插曲        |
| 2012 | 未來                                 | 游政豪、Jerry Feng                         | 游政豪                                           | 米非        | 電視劇《華麗的挑戰》插曲        |
| 2012 | 愛你沒有太多理由                     | Michie、劉源、游政豪、張簡君偉、Jerry Feng | 游政豪、張簡君偉                                 | 貝貝        | 電視劇《華麗的挑戰》插曲        |
| 2012 | 一個人想著一個人                     | 張簡君偉                                   | 張簡君偉                                         | 曾沛慈      | 電視劇《終極一班2》插曲         |
| 2012 | 不說再見 （與張簡君偉共同編曲）      | S.H.E                                      | S.H.E                                            | S.H.E       | 收錄於《花又開好了》專輯        |
| 2013 | 愛著愛著就永遠 （與樊哲忠共同編曲）  | 徐世珍、吳輝福                             | 張簡君偉                                         | 田馥甄      | 收錄於《渺小》專輯              |
| 2014 | 為愛戰鬥、電視劇《終極一班3》插曲    | 吳易緯                                     | Nermin Harambasic、Erik Lewander、Shaka Loveless | SpeXial     | 收錄於《Break It Down》專輯     |
| 2014 | 心流感                               | 洪誠孝                                     | 張簡君偉                                         | SpeXial     | 收錄於《Break It Down》專輯     |
| 2014 | 愛不再呼吸                           | 洪誠孝                                     | Chris K                                          | SpeXial     | 收錄於《Break It Down》專輯     |
| 2014 | 愛上加愛                             | 吳易緯                                     | Morten Jarl Nielsen、Jakob Kjer、Albi Albertsson | SpeXial     | 收錄於《Break It Down》專輯     |
| 2014 | 陪我逃跑                             | 張簡君偉、游政豪                           | 張簡君偉、游政豪                                 | SpeXial     | 收錄於《Break It Down》專輯     |
| 2014 | 只能當朋友（與洪俊揚編曲）           | 宋雲晴                                     | 洪俊揚                                           | SpeXial     | 收錄於《Break It Down》專輯     |
| 2014 | 分手分手                             | 吳易緯                                     | 關大洲                                           | 蘇永康      | 收錄於《28》專輯                |
| 2014 | 好女孩                               | 張簡君偉                                   | 張簡君偉                                         | 周麗淇      |                                 |
| 2015 | 為什麼你不再愛我                     | 黃品源                                     | 黃品源                                           | 黃品源      | 收錄於《寂寞旋律》專輯          |
| 2016 | 等我變了之後、誰說我不能哭泣、怎麼哭 | 張芸京、藍又時                             | 張芸京、藍又時                                   | 張芸京      | 收錄於《失敗的高歌》專輯        |
| 2016 | 與我無關                             | 饒慧冰                                     | 佳旺                                             | 楊丞琳      | 收錄於《年輪說》專輯            |
| 2016 | 21天                                 | 姚若龙                                     | 佳旺                                             | 郁可唯      | 收錄於《00:00》專輯             |
| 2017 | 我的愛情不平凡                       | 城旭遠                                     | 張簡君偉 Oliver                                  | 林育品      | 電視劇《我的愛情不平凡》主題曲  |
| 2018 | 不求                                 | 黃婷                                       | 潘鵬展                                           | 楊培安      | 個人單曲                        |
| 2018 | 對不起我自己                         | 藍又時                                     | 藍又時                                           | 有感覺      | 收錄於《有感覺的秘密基地》專輯  |
| 2018 | 大眠                                 | 施人誠                                     | 張簡君偉                                         | 王心凌      | 收錄於《愛·心凌》專輯           |
| 2019 | 開放世界                             | 嚴云農                                     | 游政豪                                           | 李佳歡      | 收錄於首張個人專輯《開放世界》  |
| 2019 | 口語化                               | 小寒                                       | 李佳薇、李佳歡、游政豪                           | 李佳歡      | 收錄於首張個人專輯《開放世界》  |
| 2019 | 赴約                                 | 潘嘉麗                                     | 吳汶芳、游政豪                                   | 李佳歡      | 收錄於首張個人專輯《開放世界》  |
| 2019 | 多想為你唱歌                         | 李洹宇                                     | 李佳歡、游政豪                                   | 李佳歡      | 收錄於首張個人專輯《開放世界》  |
| 2019 | 想吃什麼就吃                         | 李佳歡、李洹宇、游政豪                     | 李佳歡、游政豪                                   | 李佳歡      | 收錄於首張個人專輯《開放世界》  |
| 2019 | 記憶的味道                           | 少女                                       | 李佳歡、游政豪                                   | 李佳歡      | 收錄於首張個人專輯《開放世界》  |
| 2020 | Galaxy（與關東煮 Guan作曲）          | 關東煮 Guan                                | 關東煮 Guan                                      | 關東煮 Guan | 個人單曲                        |
| 2020 | 我們沒有愛錯                         | 吳易瑋                                     | 坂詰美紗子                                       | 潘嘉麗      | 個人單曲                        |
| 2021 | 看不見的傷最痛                       | 城旭遠                                     | 蒋卓嘉                                           | 蒋卓嘉      | 《HIStory4-近距離愛上你》片尾曲 |
| 2021 | 確可 CHECK                           | 崔惟楷、Jarvis、Jill Vidal、珊蒂           | 游政豪、Jarvis、Jill Vidal、珊蒂                 | 林采欣      | 個人單曲                        |
| 2022 | 飛                                   | 林彬傑                                     | 佳旺                                             | 李佳薇      | 收錄於《痛快》專輯              |
| 2022 | 縱火者                               | 徐春雨                                     | 游政豪、佳旺、T-Ma                               | 李佳薇      | 收錄於《痛快》專輯              |
| 2024 | 沒能夠愛                             | 柏霖PoLin                                  | 柏霖PoLin、游政豪                                | 柏霖PoLin   | 收錄於《允許萬物破碎》專輯      |
| 2025 | 數到十                               | 張簡君偉                                   | 張簡君偉                                         | 曾沛慈      | 收錄於《下週同樣時間》專輯      |

## 改編作品
| 年分 | 歌曲名稱       | 作詞   | 作曲   | 主唱      | 備註              |
| ---- | -------------- | ------ | ------ | --------- | ----------------- |
| 2017 | 讓我一次愛個夠 | 陳家麗 | 庾澄慶 | 思衛 Sway | 個人單曲 重新編曲 |

## 歌曲製作作品
| 年分 | 歌曲名稱 | 作詞                       | 作曲                             | 編曲                      | 歌曲製作             | 主唱   | 備註               |
| ---- | -------- | -------------------------- | -------------------------------- | ------------------------- | -------------------- | ------ | ------------------ |
| 2022 | 飆       | 嚴云農                     | Kenix Cheang、Kin Wong、Leo Wong | Terence Teo、Kenix Cheang | 游政豪、Kenix Cheang | 李佳薇 | 收錄於《痛快》專輯 |
| 2022 | 追心者   | 李佳薇、Oliver Kim、吳易緯 | 李佳薇、Oliver Kim、吳易緯       | Oliver Kim                | 游政豪               | 李佳薇 | 收錄於《痛快》專輯 |
| 2022 | 飛       | 林彬傑                     | 佳旺                             | 游政豪                    | 游政豪               | 李佳薇 | 收錄於《痛快》專輯 |
| 2023 | 被耽誤的 | 李焯雄                     | 宇珩                             | 楊嘉成                    | 游政豪               | 徐暐翔 | 收錄於《躍》專輯   |

## 個人生活
游政豪於2017年1月20日成立《遊手好弦娛樂股份有限公司》，並簽約多名藝人。包括馬來西亞華人女歌手李佳歡、RØEY王若羽、《聲林之王》參賽表演選手張孟權，以及嘻哈饒舌團體《關東煮 Guan》等等。2020年4月13日，與新加坡女歌手潘嘉麗結婚。

## 外部連結
- 遊手好弦娛樂 Facebook （页面存档备份，存于）
- Easy Time游手好弦娛樂 - YouTube （页面存档备份，存于）
- 游政豪 Facebook （页面存档备份，存于）
- RogerYo游政豪 - Instagram